# 後備字體
後備字體（Fallback font）是指在當時顯示的字型缺乏某些字元時，被用於顯示缺失字元的字體。因為其作為顯示的最後一道防線，後備字體應該盡可能包含所有Unicode字元。
當缺失字元沒有後備字體用於顯示時，通常會將缺失字元改為黑色方塊、白色空心方塊、問號、Unicode佔位字元(U+FFFD)顯示，或者乾脆略過該字元。在實務上，像是CSS等支援字體列表依序顯示的系統，通常會將一或多套後備字體置入列表最後，以防止缺字的情況發生。

## Unicode BMP Fallback字型
Unicode BMP Fallback是一套最早用於偵錯用途的後備字型。BMP代表的是Unicode字元平面的基本多語言平面(Basic Multilingual Plane)。在該字型中，每個字元都是用方框圍住的四位數十六進位編碼。左方的圖案是該字型的示意圖，展示了一個空白字元(U+0020)。
不像下述的Unicode Last Resort字型，Unicode BMP Fallback字型只能顯示Unicode標準的第零平面，也就是基本多語言平面中的65536種字元。這是因為其字體設計每字元容納四個編碼，因此只能對應U+0000(=0)至U+FFFF(=65535)的字元，也就是第零平面。

## Unicode Last Resort字型

範例字元，來自蘋果電腦的Apple Last Resort字型。

此字型是統一碼聯盟在制定Unicode 5.0時所提供一套包含所有Unicode平面的後備字型。該字型是Mac OS X Last Resort系統字型的衍生版，由蘋果公司授權讓統一碼聯盟在非蘋果平台上使用。 该字型在 Unicode 14.0 版（2021 年）中以SIL开源字体授权释出。
該字型的字元以粗黑圓角方框圍住，中間以該編碼區段的代表字元顯示，讓使用者能大略知道缺失文字的語言。在粗框的左右，各記載了該區段的Unicode十六進位編碼起始值與終止值，上下則寫出該區段的敘述。
不像Unicode BMP Fallback或GNU Unifont，Unicode Last Resort字型不會針對每個字繪製不同的字元，而是對該區段直接用同一字元顯示。這樣的設計事實上是對常見字體標準，TrueType、OpenType、PostScript、WOFF等的妥協。由於常見的字體標準皆採用sfnt定址，因此只允許在十六位元的定址空間內提供最多65536(FFFF)個不同的字元。然而，今日的Unicode已經有超過十萬種字元，理論定址空間也超過一百萬種字元，是sfnt定址允許的約15倍大小。因此，儘管隨著時間推進，Unicode定義的字元只會越來越多，Unicode Last Resort後備字型卻仍能將未來的所有字元全部收錄。